# Catherine Rowett
Catherine Rowett (ur. 29 grudnia 1956 w Yeovil) – brytyjska filozof, nauczycielka akademicka i polityk, posłanka do Parlamentu Europejskiego IX kadencji. W latach 1979–2011 publikowała pod nazwiskiem Osborne.

## Życiorys
Absolwentka Uniwersytetu w Cambridge, specjalizowała się w filozofii starożytnej. Jej praca doktorska została poświęcona Hipolitowi Rzymskiemu. W 1984 została nauczycielem akademickim w New Hall, jednym z kolegium jej macierzystej uczelni. W 1987 przeszła do St Anne’s College w Oksfordzie. W 1990 została wykładowczynią w katedrze filozofii na Uniwersytecie w Swansea, od 2000 pracowała natomiast na Uniwersytecie Liverpoolskim. Od 2003 związana z Uniwersytetem Wschodniej Anglii. W latach 2005–2008 kierowała na tej uczelni School of Philosophy, a w 2008 objęła stanowisko profesora filozofii.
Długoletnia działaczka Partii Zielonych Anglii i Walii, kandydowała z jej ramienia do Izby Gmin. W wyborach w 2019, będąc liderką jednej z okręgowych list wyborczych swojej partii, uzyskała mandat posłanki do Europarlamentu IX kadencji.

## Wybrane publikacje
- Philoponus Commentary on Aristotle's Physics book 1.1–3 (2006)
- Dumb beasts and Dead Philosophers: Humanity and the Humane in Ancient Philosophy and Literature (2007)
- Philoponus: On Aristotle Physics 1.4–9 (Ancient Commentators on Aristotle) (2009)
- Knowledge and Truth in Plato: Stepping Past the Shadow of Socrates (2018)[5]